# Ostrinia latipennis
Ostrinia latipennis là một loài bướm đêm trong họ Crambidae.